# Ohe (Beckeln)
Ohe ist ein Ortsteil  der Gemeinde Beckeln, die zur Samtgemeinde Harpstedt im niedersächsischen Landkreis Oldenburg gehört. 
Der Ort liegt südwestlich des Kernortes Harpstedt und nordwestlich des Kernortes Beckeln. Die Delme, ein rechtsseitiger Nebenfluss der Ochtum, fließt östlich des Ortes. Unweit nordwestlich verläuft die Kreisstraße K 5. 

## Sehenswürdigkeiten
- In der Liste der Baudenkmale in Beckeln ist für Ohe ein Baudenkmal aufgeführt: Der Speicher (Ohe 9; ID 35951888) wurde im Jahr 1712 errichtet.[1]